# Полчанинов, Ростислав Владимирович
Ростисла́в Влади́мирович Полчанинов (27 января 1919, Новочеркасск, РСФСР — 8 октября 2022, США) — русский писатель и журналист, общественный деятель русской эмиграции, активист НТС, организатор скаутского движения.

## Биография
Сын участника Белого движения и полковника Русской императорской армии Владимира Павловича Полчанинова (1881—1939). В младенчестве вывезен родителями в эмиграцию, жил в Королевстве СХС, где стал участником эмигрантского скаутского движения, 1 февраля 1931 года Боря Мартино стал «вожаком» звена «Ласточка», а помощником «вожака» стал Слава Полчанинов, в звене был также Слава Пелипец. Дядей Полчанинова был российский и польский военный деятель А. С. Карницкий.
В 1931 году вступил в НОРС, в 1934 году — в общество «Русский сокол». Позднее был одним из руководителей НОРСа в Европе. Учился на юридическом факультете Белградского университета. В 1936 году вступил в Национально-Трудовой Союз Нового Поколения (НТСНП, впоследствии — НТС).
Во время Второй мировой войны направлен руководством НТС на оккупированную территорию во Псков, где работал в Псковской православной миссии и создал скаутский отряд из местной молодёжи. В 1943 году во Пскове женился на Валентине Петровне Наумовой. Один из руководителей подпольной деятельности русских скаутов-разведчиков в Европе.
28 апреля 1945 года провёл первый сбор дружины русских скаутов-разведчиков в Нидерзаксверфене (ФРГ). В 1945—1951 годах — в Западной Германии. Участвовал в деятельности НТС, ОРЮР, возглавлял Союз югославянских скаутов в изгнании.
В США с 1951 года. Работал рабочим на фабрике в Нью-Йорке, затем на Радио «Свобода» (1967—1983), где, в частности, в 1968—1972 годах вёл еженедельные передачи «Духовная музыка всех времён и народов». До 1979 преподавал в русских приходских школах. На пенсии с 1983 года.
Автор более двух тысяч статей и публикаций на русском, сербско-хорватском и других языках. С 1968 вёл в газете «Новое русское слово» рубрику «Уголок коллекционера». В 1982—1986 годах выпустил на русском языке четыре номера Newsletter of Flushing Chapter of the Congress of Russian Americans. Автор 12-и учебников для церковных школ США.
Будучи эмигрантом, активно интересовался советской прессой, литературой и музыкой, встречался с Б. Окуджавой, о творчестве которого отзывался положительно.
Хобби — открытки русского зарубежья.
Умер 8 октября 2022 года.

## Семья
- Отец — Владимир Павлович Полчанинов (1881—1939), полковник Русской императорской армии, участник Белого движения
- Мать — ?
- Дядя — А. С. Карницкий, польский генерал на службе Российской империи, герой Первой мировой войны
- Жена — Валентина Петровна Наумова
- Дети — Людмила Ростиславовна Селинская (род. 1944), художник-декоратор, деятель скаутского движения и активистка русской диаспоры США. Крёстным Людмилы в сентябре 1944 года стал друг Б. Б. Мартино[4]
- Внуки — двое

## Избранные сочинения
- Заметки коллекционера. Лондон (Канада), 1988;
- К истории молодёжных организаций Русского Зарубежья. Рецензия на книгу А. В. Окорокова «Молодёжные организации русской эмиграции (1920—1945)» // Новый Часовой (СПб.). 2002. № 13-14. С. 494—495;
- К истории Русского Сокольства в США // Новый Часовой. 1994. № 2. С. 201—203;
- К истории юных разведчиков — русских скаутов // Новый Часовой. 1995. № 3. С. 227—237;
- Молодёжные организации Российского Зарубежья. СПб., 1995;
- Ю. В. Кудряшов. Российское скаутское движение. Рецензия // Новый Часовой. 2000. № 10. С. 419—421 и другие.